# Edward Choma
Edward Choma (ur. 26 grudnia 1889 w Złoczowie, zm. wiosną 1940 w Katyniu) – polski duchowny rzymskokatolicki, starszy kapelan Wojska Polskiego, ofiara zbrodni katyńskiej.

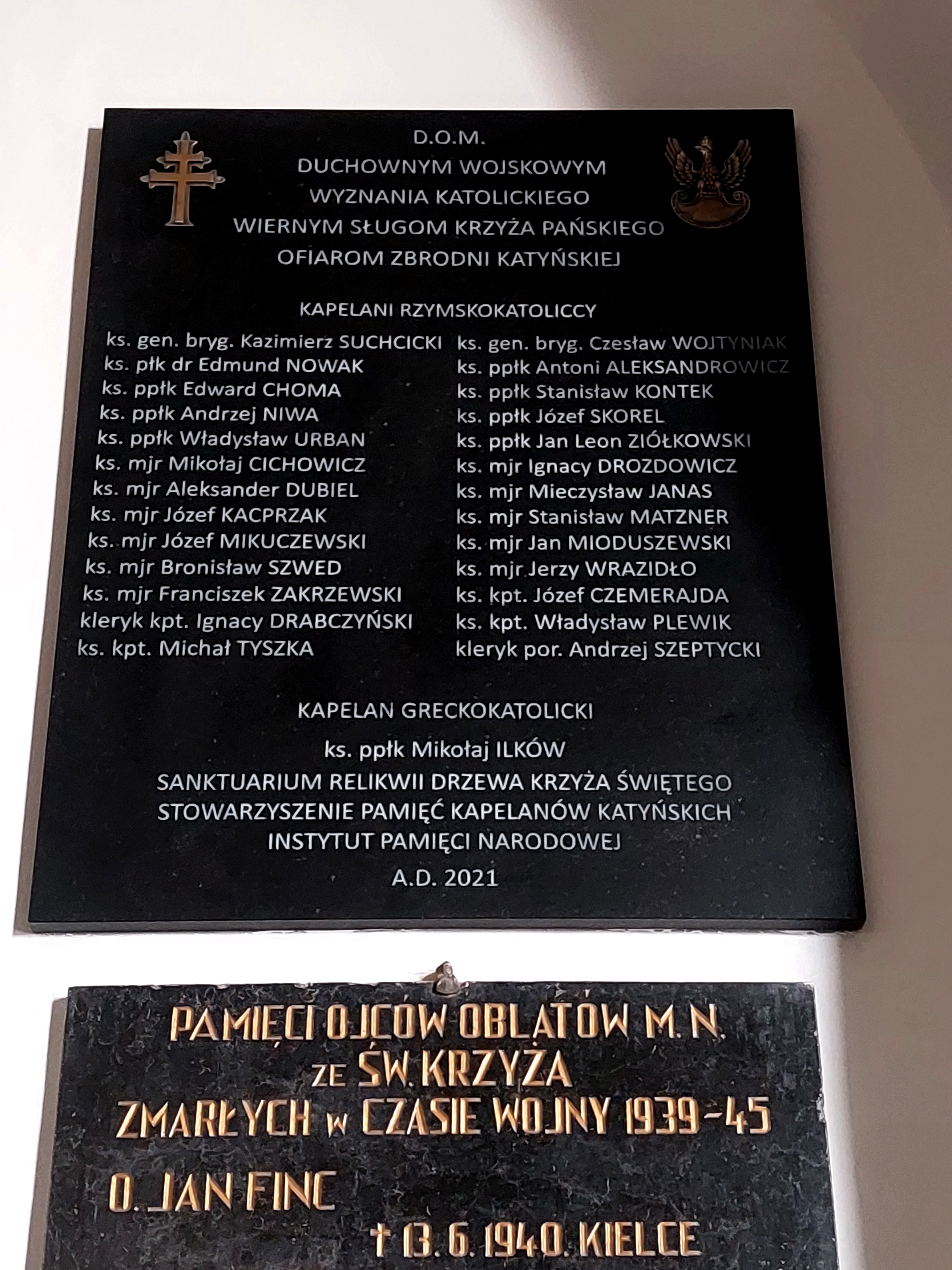
Tablica upamiętniająca duchownych zamordowanych w ramach zbrodni katyńskiej odsłonięta w 2021 roku w krużganku bazyliki mniejszej pw. Trójcy Świętej i sanktuarium Relikwii Drzewa Krzyża Świętego na Świętym Krzyżu.

## Życiorys
Urodził się 26 grudnia 1889 w Złoczowie jako syn Michała i Anny z domu Kosek. W 1909 zdał egzamin dojrzałości w C. K. Gimnazjum w Złoczowie. Ukończył studia na Wydziale Teologicznym Uniwersytetu Lwowskiego. Otrzymał sakrament święceń 4 sierpnia 1913. Posługiwał jako wikariusz w Bolechowie i Jazłowcu. W czerwcu 1916 został administratorem ekspozytury w Burakówce. Podczas I wojny światowej we wrześniu 1917 został powołany do c. i k. armii i pełnił funkcję kapelana 105 szpitala polowego, a później posługiwał w 100 pułku piechoty. U kresu wojny, a na początku obrony Lwowa w trakcie wojny polsko-ukraińskiej zgłosił się jako ochotnik do wojsk polskich, został mianowany kapelanem III odcinka, później służył w 1 pułku Strzelców Lwowskich. Od czerwca 1919 posługiwał w szeregach 4 Dywizji Piechoty do końca wojny z polsko-bolszewickiej. Wraz z tą jednostką powrócił do jej garnizonu we Włocławku. Został awansowany do stopnia starszego kapelana ze starszeństwem z dniem 1 czerwca 1919. Od października 1921 był kierownikiem Rejonu Duszpasterstwa Skierniewice. Od stycznia 1930 był administratorem parafii wojskowej w Słonimiu. Od lipca 1936 był administratorem parafii wojskowej w Radomiu.
Po wybuchu II wojny światowej we wrześniu 1939 uczestniczył w polskiej wojnie obronnej jako kapelan 77 pułku piechoty. Po agresji ZSRR na Polskę z 17 września 1939 w nieznanych okolicznościach dostał się do niewoli radzieckiej. Był osadzony w obozie w Starobielsku, później w Kozielsku. Wiosną 1940 został rozstrzelany w Katyniu przez funkcjonariuszy Obwodowego Zarządu NKWD w Smoleńsku oraz pracowników NKWD przybyłych z Moskwy na mocy decyzji Biura Politycznego KC WKP(b) z 5 marca 1940 i tam pogrzebany, gdzie od 28 lipca 2000 mieści się oficjalnie Polski Cmentarz Wojenny w Katyniu.

## Ordery i odznaczenia
- Krzyż Kawalerski Orderu Odrodzenia Polski[11]
- Krzyż Walecznych[11]
- Złoty Krzyż Zasługi (25 maja 1939)[13]
- Medal Niepodległości (4 listopada 1933)[14]
- Medal Pamiątkowy za Wojnę 1918–1921
- Medal Dziesięciolecia Odzyskanej Niepodległości

## Upamiętnienie
5 października 2007 minister obrony narodowej Aleksander Szczygło mianował go pośmiertnie na stopień podpułkownika. Awans został ogłoszony 9 listopada 2007 w Warszawie, w trakcie uroczystości „Katyń Pamiętamy – Uczcijmy Pamięć Bohaterów”.
W ramach akcji „Katyń... pamiętamy” / „Katyń... Ocalić od zapomnienia” księdza Edwarda Chomę uhonorowano poprzez zasadzenie Dębu Pamięci w Klimontowie.
12 maja 2019 w Kalwarii Pacławskiej, odbyła się uroczystość związana z odsłonięciem oraz poświęceniem tablicy pamiątkowej i Alei Dębów Pamięci Kapelanów Katyńskich przy kaplicy „Ukrzyżowanie”. Wśród 32 kapelanów wojskowych różnych wyznań, zamordowanych w Katyniu i innych miejscach kaźni w 1940, jest wymieniony ppłk Edward Choma.
28 września 2023 w Skierniewicach został odsłonięty mural upamiętniający Edwarda Chomę – pierwszego proboszcza parafii garnizonowej.

## Proces beatyfikacyjny
W styczniu 2011 Stowarzyszenie Rodzina Katyńska w Warszawie zgłosiło księdza Edwarda Chomę, jako jednego z 24 kapelanów Wojska Polskiego z lat 1919–1939 zamordowanych wiosną 1940 w ramach zbrodni katyńskiej, do procesu beatyfikacyjnego Męczenników Wschodu (1917–1989). Episkopat Polski powierzył przygotowania do rozpoczęcia procesu beatyfikacyjnego Męczenników Wschodu bp. Antoniemu Dydyczowi.